# Pallavolo Mondovì 2023-2024
Questa voce raccoglie le informazioni riguardanti la Pallavolo Mondovì nelle competizioni ufficiali della stagione 2023-2024.

## Stagione
Nella stagione 2023-24 la Pallavolo Mondovì assume la denominazione sponsorizzata di Lpm Bam Mondovì.
Partecipa per l'ottava volta consecutiva al campionato di Serie A2 terminando il girone B della regular season al quinto posto in classifica; nella pool promozione giunge all'ottavo posto in classifica, mancando la qualificazione ai play-off promozione.

## Organigramma societario
Area direttiva
- Presidente: Alessandra Fissolo
- Vice presidente onorario: Edoardo Cattaneo
- Direttore sportivo: Paolo Borello
- Area finanziaria: Pier Domenico Ravera
- Logistica: Enzo Bonino

Area tecnica
- Allenatore: Marco Gazzotti (fino al 5 dicembre 2023), Claudio Basso (dal 7 dicembre 2023)
- Allenatore in seconda: Raffaele Grasso

Area comunicazione
- Addetto stampa: Giusy Bertolotto
- Grafica: Ilaria Boetti
- Speaker: Luca Trombetta

Area marketing
- Responsabile Marketing: Corrado Caviglia

Area sanitaria
- Preparatore atletico: Lollo Arioli, Luca Rolando
- Fisioterapista: Sergio Gandolfi
- Nutrizionista: Romina Camperi
- Ortopedico: Daniele Imarisio

## Rosa
| N° | Nome                | Ruolo | Data di nascita  | Nazionalità sportiva |
| -- | ------------------- | ----- | ---------------- | -------------------- |
| 2  | Veronica Allasia    | P     | 21 giugno 2000   | Italia               |
| 3  | Kristin Lux         | S     | 20 febbraio 2000 | Stati Uniti          |
| 5  | Alessia Marengo     | S     | 16 gennaio 2003  | Italia               |
| 6  | Salimatou Coulibaly | S     | 22 ottobre 1995  | Italia               |
| 7  | Bianca Lapini       | L     | 13 luglio 2002   | Italia               |
| 10 | Alice Farina        | C     | 26 giugno 2000   | Italia               |
| 11 | Valeria Pizzolato   | C     | 20 maggio 1999   | Italia               |
| 12 | Laura Grigolo       | S     | 1º marzo 1996    | Italia               |
| 13 | Chiara Riparbelli   | C     | 26 aprile 1996   | Italia               |
| 16 | Agata Tellone       | L     | 4 gennaio 2002   | Italia               |
| 17 | Clara Decortes      | O     | 7 marzo 1996     | Italia               |
| 18 | Miriana Manig       | P     | 18 luglio 1998   | Italia               |

## Mercato
| Acquisti | Acquisti            | Acquisti             | Acquisti   |
| R.       | Nome                | da                   | Modalità   |
| -------- | ------------------- | -------------------- | ---------- |
| P        | Veronica Allasia    | Libertas Martignacco | definitivo |
| S        | Salimatou Coulibaly | Vallecamonica Sebino | definitivo |
| C        | Alice Farina        | Vicenza              | definitivo |
| L        | Bianca Lapini       | Firenze              | definitivo |
| S        | Kristin Lux         | LiigaPloki           | definitivo |
| P        | Miriana Manig       | Perugia              | definitivo |
| S        | Alessia Marengo     | Volley 2.0           | definitivo |
| L        | Agata Tellone       | Libertas Martignacco | definitivo |

| Cessioni | Cessioni          | Cessioni                | Cessioni   |
| R.       | Nome              | a                       | Modalità   |
| -------- | ----------------- | ----------------------- | ---------- |
| L        | Veronica Bisconti | -                       | ritirata   |
| C        | Alessandra Colzi  | Castelfranco            | definitivo |
| P        | Beatrice Giroldi  | Garlasco                | definitivo |
| L        | Morgana Giubilato | Altino                  | definitivo |
| S        | Marika Longobardi | Alba                    | definitivo |
| S        | Alessia Populini  | Talmassons              | definitivo |
| P        | Ana Takagui       | Paniōnios               | definitivo |
| S        | Nadine Zech       | Texas Rio Grande Valley | definitivo |

## Risultati

### Serie A2

#### Girone di andata
| 1ª Giornata - 8 ottobre 2023 Geopalace, Olbia             | Hermaea              | 2 - 3 | Mondovì             | 25-23, 19-25, 25-18, 18-25, 7-15  |
| 2ª Giornata - 15 ottobre 2023 PalaManera, Mondovì         | Mondovì              | 3 - 1 | Melendugno          | 23-25, 25-19, 25-23, 25-23        |
| 3ª Giornata - 22 ottobre 2023 PalaFontescodella, Macerata | Helvia Recina        | 3 - 2 | Mondovì             | 20-25, 21-25, 25-18, 25-22, 17-15 |
| 4ª Giornata - 29 ottobre 2023 PalaManera, Mondovì         | Mondovì              | 1 - 3 | Montecchio Maggiore | 25-20, 24-26, 17-25, 23-25        |
| 5ª Giornata - 1º novembre 2023 PalaManera, Mondovì        | Mondovì              | 0 - 3 | Esperia             | 26-28, 23-25, 21-25               |
| 6ª Giornata - 5 novembre 2023 Pala CBL, Costa Volpino     | Vallecamonica Sebino | 2 - 3 | Mondovì             | 19-25, 25-20, 25-14, 20-25, 10-15 |
| 7ª Giornata - 12 novembre 2023 PalaManera, Mondovì        | Mondovì              | 3 - 0 | Adolfo Consolini    | 25-23, 25-20, 27-25               |
| 8ª Giornata - 19 novembre 2023 PalaManera, Mondovì        | Mondovì              | 3 - 2 | Offanengo           | 23-25, 25-22, 26-24, 23-25, 15-13 |
| 9ª Giornata - 22 novembre 2023 PalaBione, Lecco           | Lecco Picco          | 3 - 2 | Mondovì             | 23-25, 25-20, 25-23, 23-25, 15-13 |

#### Girone di ritorno
| 10ª Giornata - 26 novembre 2023 PalaManera, Mondovì                             | Mondovì             | 3 - 0 | Hermaea              | 25-15, 25-15, 25-13               |
| 11ª Giornata - 3 dicembre 2023 Palasport Da Copertino, Lecce                    | Melendugno          | 3 - 0 | Mondovì              | 26-24, 25-22, 25-14               |
| 12ª Giornata - 10 dicembre 2023 PalaManera, Mondovì                             | Mondovì             | 2 - 3 | Helvia Recina        | 27-25, 20-25, 23-25, 25-23, 13-15 |
| 13ª Giornata - 17 dicembre 2023 PalaFerroli, San Bonifacio                      | Montecchio Maggiore | 3 - 2 | Mondovì              | 17-25, 25-21, 15-25, 25-19, 16-14 |
| 14ª Giornata - 23 dicembre 2023 PalaRadi, Cremona                               | Esperia             | 3 - 0 | Mondovì              | 25-22, 25-19, 25-20               |
| 15ª Giornata - 26 dicembre 2023 PalaManera, Mondovì                             | Mondovì             | 3 - 1 | Vallecamonica Sebino | 25-19, 16-25, 25-19, 25-21        |
| 16ª Giornata - 7 gennaio 2024 Palazzetto dello Sport, San Giovanni in Marignano | Adolfo Consolini    | 1 - 3 | Mondovì              | 20-25, 18-25, 25-22, 20-25        |
| 17ª Giornata - 14 gennaio 2024 PalaCoim, Offanengo                              | Offanengo           | 1 - 3 | Mondovì              | 25-21, 26-28, 16-25, 22-25        |
| 18ª Giornata - 21 gennaio 2024 PalaManera, Mondovì                              | Mondovì             | 3 - 1 | Lecco Picco          | 21-25, 25-15, 25-19, 25-23        |

#### Pool promozione
| 1ª Giornata - 28 gennaio 2024 PalaManera, Mondovì                      | Mondovì               | 0 - 3 | Alba                  | 20-25, 19-25, 22-25               |
| 2ª Giornata - 4 febbraio 2024 PalaBorsani, Castellanza                 | Futura Giovani        | 3 - 1 | Mondovì               | 25-19, 20-25, 25-21, 25-19        |
| 3ª Giornata - 10 febbraio 2024 PalaManera, Mondovì                     | Mondovì               | 3 - 2 | Talmassons            | 23-25, 27-25, 25-16, 24-26, 17-15 |
| 4ª Giornata - 14 febbraio 2024 PalaEvangelisti, Perugia                | Wealth Planet Perugia | 3 - 1 | Mondovì               | 25-20, 25-27, 25-18, 25-22        |
| 5ª Giornata - 25 febbraio 2024 PalaManera, Mondovì                     | Mondovì               | 3 - 2 | Sant'Anna             | 25-22, 15-25, 20-25, 28-26, 15-13 |
| 6ª Giornata - 2 marzo 2024 PalaFrancescucci, Casnate con Bernate       | Alba                  | 2 - 3 | Mondovì               | 25-23, 25-15, 17-25, 12-25, 10-15 |
| 7ª Giornata - 10 marzo 2024 PalaManera, Mondovì                        | Mondovì               | 3 - 1 | Futura Giovani        | 25-20, 21-25, 25-22, 25-22        |
| 8ª Giornata - 17 marzo 2024 Palazzetto dello Sport, Lignano Sabbiadoro | Talmassons            | 3 - 1 | Mondovì               | 25-15, 25-16, 21-25, 25-20        |
| 9ª Giornata - 24 marzo 2024 PalaManera, Mondovì                        | Mondovì               | 3 - 0 | Wealth Planet Perugia | 25-12, 25-22, 25-13               |
| 10ª Giornata - 30 marzo 2024 PalaRescifina, Messina                    | Sant'Anna             | 0 - 3 | Mondovì               | 23-25, 24-26, 21-25               |

## Statistiche

### Statistiche di squadra
| Competizione | Punti | In casa | In casa | In casa | In trasferta | In trasferta | In trasferta | Totale | Totale | Totale |
| Competizione | Punti | G       | V       | P       | G            | V            | P            | G      | V      | P      |
| ------------ | ----- | ------- | ------- | ------- | ------------ | ------------ | ------------ | ------ | ------ | ------ |
| Serie A2     | 46    | 14      | 10      | 4       | 14           | 6            | 8            | 28     | 16     | 12     |
| Totale       | -     | 14      | 10      | 4       | 14           | 6            | 8            | 28     | 16     | 12     |

G = partite giocate; V = partite vinte; P = partite perse 

### Statistiche dei giocatori
| Giocatore     | Serie A2 | Serie A2 | Serie A2 | Serie A2 | Serie A2 | Totale | Totale | Totale | Totale | Totale |
| Giocatore     | P        | PT       | AV       | MV       | BV       | P      | PT     | AV     | MV     | BV     |
| ------------- | -------- | -------- | -------- | -------- | -------- | ------ | ------ | ------ | ------ | ------ |
| V. Allasia    | 28       | 60       | 31       | 12       | 17       | 28     | 60     | 31     | 12     | 17     |
| S. Coulibaly  | 27       | 77       | 71       | 3        | 3        | 27     | 77     | 71     | 3      | 3      |
| C. Decortes   | 28       | 559      | 510      | 24       | 25       | 28     | 559    | 510    | 24     | 25     |
| A. Farina     | 26       | 270      | 176      | 77       | 17       | 26     | 270    | 176    | 77     | 17     |
| L. Grigolo    | 26       | 268      | 235      | 25       | 8        | 26     | 268    | 235    | 25     | 8      |
| B. Lapini     | 25       | 5        | 2        | 0        | 3        | 25     | 5      | 2      | 0      | 3      |
| K. Lux        | 27       | 313      | 255      | 31       | 27       | 27     | 313    | 255    | 31     | 27     |
| M. Manig      | 16       | 10       | 5        | 3        | 2        | 16     | 10     | 5      | 3      | 2      |
| A. Marengo    | 10       | 8        | 4        | 0        | 4        | 10     | 8      | 4      | 0      | 4      |
| V. Pizzolato  | 5        | 48       | 34       | 11       | 3        | 5      | 48     | 34     | 11     | 3      |
| C. Riparbelli | 28       | 244      | 164      | 62       | 18       | 28     | 244    | 164    | 62     | 18     |
| A. Tellone    | 28       | 0        | 0        | 0        | 0        | 28     | 0      | 0      | 0      | 0      |

P = presenze; PT = punti totali; AV = attacchi vincenti; MV = muri vincenti; BV = battute vincenti